# Stigmops odontotergina
Stigmops odontotergina är en kräftdjursart som beskrevs av Lillemets och Wilson 2002. Stigmops odontotergina ingår i släktet Stigmops och familjen Armadillidae. Inga underarter finns listade i Catalogue of Life.